# Le Diable boiteux (pièce de théâtre)
Pour les articles homonymes, voir Le Diable boiteux.
Talleyrand ou le Diable boiteux est une pièce de théâtre historique en trois actes et neuf tableaux de Sacha Guitry, créée au théâtre Édouard-VII le 17 janvier 1948.

## Argument
À travers l'évocation des dernières années de Charles-Maurice de Talleyrand-Périgord dit « le Diable boiteux » (en raison de sa claudication et de son machiavélisme politique), Sacha Guitry - qui venait de passer entre les mains du comité d'épuration - fait siens le patriotisme, l'esprit, le perfectionnisme et le mépris pour les calomnies du grand diplomate français, ministre de Napoléon et Louis XVIII.

## Distribution de la création
- Sacha Guitry : Charles-Maurice de Talleyrand-Périgord
- Lana Marconi : Mme G.F. Grand / Pauline de Dino / Mme Talleyrand
- Georges Spanelly : le comte de Montrond / le prince de prince de Metternich
- Robert Dartois : le comte de Rémusat / Royer-Collard
- Jeanne Fusier-Gir : Marie-Thérèse Champignon / une femme clandestine
- Georges Grey : Caulaincourt / Lord Castlereagh
- Émile Drain : 1er laquais / Napoléon
- Maurice Teynac : 2e laquais / Charles X
- Henry-Laverne : 3e laquais / Louis XVIII
- Philippe Richard : 4e laquais / le baron de Humboldt / Louis-Philippe

Mise en scène : Sacha Guitry
Scénographie : René Renoux

## Adaptation
Sacha Guitry a adapté sa pièce au cinéma la même année avec la même distribution.